# Supreme (Lied)
Supreme ist ein Lied des britischen Popsängers Robbie Williams aus dem Jahr 2000.

## Entstehung und Veröffentlichung
Das Lied wurde von Williams, zusammen mit Guy Chambers, Dino Fekaris und Freddie Perren, geschrieben beziehungsweise komponiert. Chambers zeichnete darüber hinaus mit Steve Power für die Produktion verantwortlich.
Die Erstveröffentlichung von Supreme erfolgte als Teil von Williams’ dritten Studioalbum Sing When You’re Winning am 25. August 2000. Am 11. Dezember 2000 erschien es als dritte Singleauskopplung aus dem Album.

## Musikvideo
Das Musikvideo zu Supreme entstand unter der Regie von Vaughan Arnell und ist eine Reminiszenz an den ehemaligen britischen Automobilrennfahrer Jackie Stewart. Es zählte bis Dezember 2024 über 108 Millionen Aufrufe bei YouTube.

## Kommerzieller Erfolg

### Chartplatzierungen
| ChartsChartplatzierungen     | Höchstplatzierung | Wochen |
| ---------------------------- | ----------------- | ------ |
| Deutschland (GfK)            | 14 (13 Wo.)       | 13     |
| Österreich (Ö3)              | 3 (17 Wo.)        | 17     |
| Schweiz (IFPI)               | 4 (29 Wo.)        | 29     |
| Vereinigtes Königreich (OCC) | 4 (13 Wo.)        | 13     |

| ChartsJahrescharts (2001) | Platzierung |
| ------------------------- | ----------- |
| Deutschland (GfK)         | 88          |
| Österreich (Ö3)           | 28          |
| Schweiz (IFPI)            | 45          |

### Auszeichnungen für Musikverkäufe
| Land/Region                  | Auszeichnungen für Musikverkäufe (Land/Region, Auszeichnung, Verkäufe) | Verkäufe |
| ---------------------------- | ---------------------------------------------------------------------- | -------- |
| Belgien (BRMA)               | Gold                                                                   | 25.000   |
| Deutschland (BVMI)           | Gold                                                                   | 250.000  |
| Frankreich (SNEP)            | Silber                                                                 | 125.000  |
| Vereinigtes Königreich (BPI) | Silber                                                                 | 200.000  |
| Insgesamt                    | 2× Silber · 2× Gold ·                                                  | 600.000  |

Hauptartikel: Robbie Williams/Auszeichnungen für Musikverkäufe